# Simon Keenlyside
Simon Keenlyside, född 3 augusti 1959 i London, England, är en brittisk operasångare (baryton). 
Han har sjungit på många av världens mest berömda operahus såsom La Scala i Milano, Metropolitan i New York, Parisoperan, operan i Zürich, München, Wien, Salzburg och många fler, och även medverkat i flera filminspelningar, bland annat i Trollflöjten år 2003, minst tre olika versioner av Don Giovanni och många fler.
Han adlades 8 juni 2018 av drottning Elizabeth II som Knight Bachelor.